# バトゥミ中央駅
バトゥミ中央駅（バトゥミちゅうおうえき、グルジア語: ბათუმი ცენტრალი、グルジア語ラテン翻字: Batumi Tsentrali）は、ジョージアのアジャリア自治共和国バトゥミにある駅である。
同駅は郊外にあり、旧市街から約4キロメートル離れている。同駅が開業するまでは、さらに北方に約2.6キロメートル離れたバトゥミ郊外マヒンジャウリの鉄道駅が中心部からの最寄り駅であった。

## 歴史
バトゥミの鉄道駅はもともとバトゥミ＝ティフリス＝バクー鉄道のターミナル駅であり、1900年に完成した。当時の鉄道駅はバトゥミ中心部のチャフチャヴァゼ通り沿いバトゥミ聖母大聖堂の近くに位置していた。1面3線の設備を有し、チャフチャヴァゼ通りに沿って走る単線に接続していた。線路はバトゥミ港近くの貨物駅を経て、北東方向に繋がっていた。
ソビエト連邦の崩壊後の1990年代、ジョージア鉄道は衰退の道を辿り、バトゥミの鉄道駅は1996年末に営業を終了した。市内中心部の利便性の高い土地をより良く利用するために、チャフチャヴァゼ通り沿いの線路は1999年に撤去され、末端の車止めはマヤコフスキ通りへと移された。使用されなくなった駅舎は放置され、2008年にTBC銀行本店として引き継がれた。2000年代になるとバトゥミの鉄道は見直しが図られ、バトゥミ中心部から6キロ超離れたマヒンジャウリが終着駅となった。
バトゥミ中心部における新駅建設は2002年に始まったが、2004年のアジャリア危機により工事は中断となった。近代的な複合駅施設は2015年7月5日に開業。バトゥミ唯一の鉄道接続であったマヒンジャウリに替わる新たな施設として、バトゥミ中央駅と名付けられた。

## 施設
駅施設は4階建てであり、総床面積は2万2500平方メートルである。バスターミナルとショッピングセンターを併設している。